# Кейт Маккінон
Ке́трін (Кейт) Маккі́нон Бе́ртольд (англ. Kathryn McKinnon Berthold; нар. 6 січня 1984, Сі-Кліф, Нассау, Нью-Йорк) — американська акторка, комікеса, сценаристка та політична діячка. Дворазова лауреатка прайм-тайм премії «Еммі» (2016, 2017).
Починала кар'єру як комікеса в популярному скетч-шоу «Великий ґей» (англ. Big Gay Sketch Show, 2006—2010) та інших телевізійних програмах. З 2012 року є акторкою основного складу знаменитого американського телешоу «Суботнього вечора в прямому ефірі». Як комедійна кіноакторка здобула світову славу після виходу фільмів «Третій зайвий 2» (2015), «Мисливці за привидами» (2016) та «Шпигун, який мене кинув» (2018). Озвучувала персонажів популярних мультфільмів: «Angry Birds у кіно», «У пошуках Дорі», «Фердинанд» та інших.

## Особисте життя
Маккіннон є відкритою лесбійкою. Вона була у стосунках з фотографкою та акторкою Джекі Ебботт з 2016 по 2019 рік.

## Фільмографія

### Фільми
| Рік    | Назва українською                                       | Оригінальна назва                      | Роль                                  | Примітки   |
| ------ | ------------------------------------------------------- | -------------------------------------- | ------------------------------------- | ---------- |
| 2025   | Minecraft: Фільм                                        | A Minecraft Movie                      | Алекс                                 |            |
| 2023   | Барбі                                                   | Barbie                                 | дивна Барбі                           |            |
| анонс. |                                                         | The Dropout                            | Елізабет Голмс                        |            |
| анонс. |                                                         | The Lunch Witch                        | Ґрунгільда                            |            |
| 2019   | Сенсація                                                | Bombshell                              | Джесс Карр                            |            |
| 2019   | Вчора                                                   | Yesterday                              | Дебра Гаммер                          |            |
| 2018   | Кіт природи: Повернення поганого собаки Барта           | Nature Cat: The Return of Bad Dog Bart | Дейзі                                 | мультфільм |
| 2018   | Шпигун, який мене кинув                                 | The Spy Who Dumped Me                  | Морган                                |            |
| 2018   | Родина                                                  | Family                                 | Джилл                                 |            |
| 2018   | Незамінна ти                                            | Irreplaceable You                      | Кейт Пів Стакану                      |            |
| 2017   | Фердинанд                                               | Ferdinand                              | Люпе (коза, голос)                    | мультфільм |
| 2017   | Розваги дорослих дівчат                                 | Rough Night (або Girls' Night Out)     | Ківі / Піппа                          |            |
| 2016   | Йолопи-розбійники                                       | Masterminds                            | Джендіс                               |            |
| 2016   | Новорічний корпоратив                                   | Office Christmas Party)                | Мері                                  |            |
| 2016   | Правила вихідних ейч-арів (короткометражний)            | H.R. Holiday Rules                     | Mary Winetoss                         |            |
| 2016   | Балерина                                                | Ballerina                              | Регіна та інші (голоси)               |            |
| 2016   | Мисливці на привидів                                    | Ghostbusters                           | Гіліян Гольцманн                      |            |
| 2016   | У пошуках Дорі                                          | Finding Dory                           | Wife Fish (voice)                     |            |
| 2016   | Angry Birds у кіно                                      | The Angry Birds Movie                  | Stella / Eva the Birthday Mom (voice) |            |
| 2015   | Сестри                                                  | Sisters                                | Сем                                   |            |
| 2015   | Літо на Стейтен-Айленд                                  | Staten Island Summer                   | Mrs. Bandini Jr.                      |            |
| 2015   | Третій зайвий 2                                         | Ted 2                                  | У ролі себе                           |            |
| 2015   | (короткометражний)                                      | Prom Queen                             | Брекети                               |            |
| 2015   | (короткометражний)                                      | Giant Sloth                            | Ніна                                  |            |
| 2014   | Інтрамуральний                                          | Intramural                             | Вікі                                  |            |
| 2014   | Партнери по життю                                       | Life Partners                          | Трейс                                 |            |
| 2013   | Запала на тебе (телефільм)                              | Falling for You                        | Вероніка Джонс                        |            |
| 2013   | Історія іграшок: Страшилка (короткометражний телефільм) | Toy Story of Terror                    | Киця-цукерка (голос)                  |            |
| 2012   | У Ханни є фаза «хо»                                     | Hannah Has a Ho-Phase                  | Нікі                                  |            |
| 2012   | Мій найкращий день                                      | My Best Day                            | Гітер                                 |            |
| 2011   | (короткометражний)                                      | Bloopers: From the Film Blue Tide      |                                       |            |
| 2011   | (короткометражний)                                      | Pudding Face                           | Емі                                   |            |
| 2011   | (короткометражний)                                      | Elizabeth Taylor's Video Will          | Елізабет Тейлор                       |            |
| 2010   | (короткометражний відеофільм)                           | Mr. Ross                               | Деббі                                 |            |
| 2010   | (короткометражний відеофільм)                           | BP Spills Coffee                       | Виконавиця номер три                  |            |
| 2010   | Діаманти! (короткометражний телефільм)                  | Diamonds Wow!                          |                                       |            |
| 2010   | (короткометражний телефільм)                            | Sex Drugs & the Hard Rock Cafe         |                                       |            |
| 2009   | Вибачення Гілларі Клінтон (короткометражний)            | Hillary Clinton Apologizes             | Гілларі Клінтон                       |            |

### Серіали
| Рік       | Назва українською                                               | Оригінальна назва                            | Роль | Примітки                                        |
| --------- | --------------------------------------------------------------- | -------------------------------------------- | --- | ----------------------------------------------- |
| 2017      | Детройтери                                                      | Detroiters                                   | | 1 епізод                                        |
| 2015-2016 | Гріфіни (мультсеріал)                                           | Family Guy                                   | Голоси: Farmer's Date / Philippa / Karen Griffin (Heavy Flo)                                                                                   | 3 епізоди                                       |
| 2016      | Мая і Марта                                                     | Maya & Marty                                 | Гейді Крус | 1 епізод                                        |
| 2010-2016 | Брати Вентура (мультсеріал)                                     | The Venture Bros.                            | Голоси різних персонажок: Mailwoman / Margaret Fictel / Thalia / Nikki Fictel / Mrs. Fictel / Dot Comm / Redusa / Warriana / Alexis Warrington | 10 епізодів                                     |
| 2016      | Сімпсони                                                        | The Simpsons                                 | Гетті (голос) | 1 епізод                                        |
| 2015      | Місто місячного променя (мультсеріал)                           | Moonbeam City                                | Панаше Міллер (голос) | 1 епізод                                        |
| 2014-2015 | Дивовижні (Круті) (мультсеріал)                                 | The Awesomes                                 | Лола Ґолд (голос) | 7 епізодів                                      |
| 2015      | Складні люди                                                    | Difficult People                             | Абра Кадабра (Abra Cadouglas) | 1 епізод                                        |
| 2015      | Зіпсовані перед смертю (мінісеріал)                             | The Spoils Before Dying                      | Даллас Будро (Dallas Boudreau) | 1 епізод                                        |
| 2015      | Китай, штат Іллінойс (мультсеріал)                              | China, IL                                    | Саншайн (голос) | 5 епізодів                                      |
| 2015      | Нотаріуси Фра Діаволо (мінісеріал)                              | Notary Publix                                | | Головна роль, разом із своєю сестрою Емілі Лінн |
| 2014      | Вибухова комедія!                                               | Comedy Bang! Bang!                           | Еффі Віллалополус | 1 епізод                                        |
| 2014      | Любов мавпи                                                     | Monkey Love                                  | Карін | 1 епізод                                        |
| 2013      | Гравці Гадсон Воллі                                             | Hudson Valley Ballers                        | Просто Джеймі | 2 епізоди                                       |
| 2013      | Вищий клас представляє                                          | Above Average Presents                       | | 2 епізоди                                       |
| 2013      | Сподіваюся, ти помреш                                           | I Expect You to Die                          | Мері | 1 епізод                                        |
| 2012      | Суботнього вечора в прямому ефірі: вихідні починаються у четвер | Saturday Night Live: Weekend Update Thursday | Різні ролі | 2 епізоди                                       |
| 2009-2012 | Оригінальні комедії UCB (Upright Citizens Brigade)              | UCB Comedy Originals                         | Різні ролі: Бетані / адвокатка / Кеті | 20 епізодів                                     |
| 2011      | Хочу мати від тебе дитину                                       | I Wanna Have Your Baby                       | Silky Bibs (Шовковисті нагрудники) |                                                 |
| 2011      | Оригінальний серіал Джест                                       | Jest Originals                               | Дівчина, що блює | 1 епізод                                        |
| 2011      | Чорна кімната (короткометражний серіал)                         | The Back Room                                | Сюзан Бойл | 1 епізод                                        |
| 2010-2011 | Роботомія (мультсеріал)                                         | Robotomy                                     | Голоси різних персонажі | 5 епізодів                                      |
| 2010      | Журнал «Ваг» (мінісеріал)                                       | Vag Magazine                                 | Бетані | 6 епізодів                                      |
| 2006-2010 | Скетч-шоу «Великий ґей»                                         | The Big Gay Sketch Show                      | | 23 епізоди 1-3 сезонів                          |
| 2010      | Ми повинні зупинитися                                           | We Have to Stop Now                          | Енджела | 1 епізод                                        |
| 2010      | Консьєрж                                                        | Concierge: The Series                        | Мері |                                                 |
| 2009      | Родина Ґремпів (мультсеріал)                                    | Gramps                                       | Різні персонажі |                                                 |
| 2008      | Мейн-стріт (Гулувна вулиця)                                     | Mayne Street                                 | Ольга Свенсон | 1 епізод                                        |

## Цікаві факти
- Кейт та її сестра Емілі Лінн (англ. Emily Lynne) грали разом у мінісеріалі «Notary Publix» (2015).